# Alphonse Dubuis
Pour les articles homonymes, voir Dubuis.
Alphonse Dubuis, né à Aigle le 14 juin 1866 et mort à Lausanne le 11 mars 1936, est une personnalité politique vaudoise, membre du parti radical-démocratique.

## Biographie
Alphonse Dubuis passe son baccalauréat à Lausanne, puis étudie à la Faculté de droit l'Université de Lausanne, adhérant à la société d'étudiants Helvétia. Après un séjour à Paris et à Berlin, il décroche sa licence en 1889 et son brevet d'avocat en 1892. Il s'installe à Lausanne, ouvre un cabinet et collabore, entre autres, avec Camille Decoppet.
Élu radical au Conseil communal de Lausanne en 1893, il entre au Grand Conseil l'année suivante et le préside durant l'année du Centenaire vaudois en 1903. Élu au Conseil national en 1902, il est désigné par son parti - l'élection n'est pas encore populaire - pour le Conseil d'État en 1912. Il en démissionne en 1930, ayant dirigé le Département de l'instruction publique.
Avocat d'affaires, Alphonse Dubuis a aussi siégé dans le Conseil de surveillance de la Banque cantonale vaudoise, dans les conseils d'administration de chemins de fer locaux (Bière-Apples-Morges, Aigle-Champéry) et dans le conseil de la Banque nationale suisse.